# Lijst van landen die geweld tegen kinderen verbieden
Dit is een chronologische lijst van landen die geweld tegen kinderen verbieden. Opgenomen worden alleen landen met een compleet verbod van geweld (waarbij noodweer en overmacht echter vaak strafuitsluitingsgrond of schulduitsluitingsgrond zijn), in de zin van toebrenging van fysiek leed (en niet alleen van geweldsuitoefening door willekeurige derden), ook als die als straf bedoeld is: door gezinsleden/voogden, op scholen en door overheidsinstanties, bijvoorbeeld in door de rechter opgelegde lijfstraffen en doodstraf. Naast de naam van het land staat het jaar waarin het verbod compleet is geworden en het continent van het land.

## Verboden door het parlement
1. Zweden (1979), Europa
2. Finland (1983), Europa
3. Noorwegen (1987, verduidelijkt in 2010), Europa
4. Oostenrijk (1989), Europa
5. Cyprus (1994), Europa
6. Denemarken (1997), Europa
7. Kroatië (1998), Europa
8. Letland (1998), Europa
9. Bulgarije (2000), Europa
10. Duitsland (2000), Europa
11. Israël (2000), Azië
12. IJsland (2003), Europa
13. Oekraïne (2003), Europa
14. Hongarije (2004), Europa
15. Roemenië (2004), Europa
16. Griekenland (2006), Europa
17. Nederland (2007), Europa
18. Nieuw-Zeeland (2007), Oceanië
19. Portugal (2007), Europa
20. Spanje (2007), Europa
21. Uruguay (2007), Zuid-Amerika
22. Venezuela (2007), Zuid-Amerika
23. Costa Rica (2008), Centraal-Amerika
24. Liechtenstein (2008), Europa
25. Luxemburg (2008), Europa
26. Maldiven (2008), Azië
27. Kenia (2010), Afrika
28. Polen (2010), Europa
29. Tunesië (2010), Afrika
30. Zuid-Soedan (2011, bevestiging van Soedanese wetgeving uit 2005), Afrika
31. Japan (2018), Azië

## Verboden door de rechter
In twee andere landen kan een volledig verbod worden opgemaakt uit de jurisprudentie: de beslissingen van de rechterlijke macht. Deze juridische beslissingen zijn (nog) niet apart in wetten gecodificeerd. De rechter heeft de bestaande wetten zo uitgelegd dat ze een verbod al impliceren. Het jaar geeft hier de uitspraak van de rechter aan.
1. Italië (1996), Europa
2. België (2000), Europa

In één land, Israël, werd geweld tegen kinderen aanvankelijk ook door de rechter verboden (2000), maar heeft het parlement hetzelfde jaar nog de onderliggende wet aangepast.

## Bron
- Global progress towards prohibiting all corporal punishment, Global Initiative to End All Corporal Punishment of Children juli 2011 (pdf).